# Bóng đá tại Đại hội Thể thao Đông Nam Á 1983
Giải bóng đá tại Đại hội Thể thao Đông Nam Á 1983 diễn ra từ ngày 28 tháng 5 đến ngày 6 tháng 6 năm 1983 tại Singapore.

## Địa điểm thi đấu
- Sân vận động Quốc gia, Singapore.

## Các đội tuyển tham dự
- Brunei
- Miến Điện
- Indonesia
- Malaysia
- Philippines
- Singapore
- Thái Lan

## Giải đấu

### Vòng bảng
Bảy đội tuyển được chia thành hai bảng đấu vòng tròn 1 lượt chọn 2 đội xếp đầu vào bán kết.
|  | Đội bóng đi tiếp vào vòng trong |

#### Bảng A
| Đội         | ST | T | H | B | BT | BB | HS | Đ |
| ----------- | -- | - | - | - | -- | -- | -- | - |
| Singapore   | 2  | 2 | 0 | 0 | 7  | 1  | +6 | 4 |
| Malaysia    | 2  | 0 | 1 | 1 | 1  | 2  | −1 | 1 |
| Philippines | 2  | 0 | 1 | 1 | 0  | 5  | −5 | 1 |

| Singapore                             | 2–1 | Malaysia          |
| ------------------------------------- | --- | ----------------- |
| Fandi Ahmad 7' · V. Sundramoorthy 47' |     | Chen Wooi Haw 20' |

| Philippines | 0–0 | Malaysia |
| ----------- | --- | -------- |
|             |     |          |

| Singapore                                      | 5–0 | Philippines |
| ---------------------------------------------- | --- | ----------- |
| Fandi Ahmad 2' · Salim Moin 32', 52', 64', 76' |     |             |

#### Bảng B
| Đội       | ST | T | H | B | BT | BB | HS | Đ |
| --------- | -- | - | - | - | -- | -- | -- | - |
| Thái Lan  | 3  | 2 | 0 | 1 | 7  | 2  | +5 | 4 |
| Brunei    | 3  | 1 | 1 | 1 | 4  | 4  | 0  | 3 |
| Indonesia | 3  | 1 | 1 | 1 | 3  | 7  | −4 | 3 |
| Miến Điện | 3  | 1 | 0 | 2 | 3  | 4  | −1 | 2 |

| Thái Lan                                                             | 5–0 | Indonesia |
| -------------------------------------------------------------------- | --- | --------- |
| Somprasong 5' · Chuayboonchum 30' · Pue-on 44', 90' · Hongkajohn 87' |     |           |

| Miến Điện | 1–2 | Brunei |
| --------- | --- | ------ |
|           |     |        |

| Indonesia                     | 2–1 | Myanmar       |
| ----------------------------- | --- | ------------- |
| Asnan 46' (ph.đ.) · Malis 76' |     | Tin Hlang 70' |

| Thái Lan        | 2–1 | Brunei           |
| --------------- | --- | ---------------- |
| Pue-on 50', 74' |     | Majidi Ghani 32' |

| Miến Điện        | 1–0 | Thái Lan |
| ---------------- | --- | -------- |
| Soe Moe Kyaw 59' |     |          |

| Indonesia       | 1–1 | Brunei              |
| --------------- | --- | ------------------- |
| Riono Asnan 77' |     | Zulkifli Arifin 61' |

### Vòng đấu loại trực tiếp

#### Nhánh đấu
|  | Bán kết         | Bán kết  |               |       | Chung kết | Chung kết |
|  |                 |          |               |       |           |           |
|  | 4 tháng 6       |          |               |       |           |           |
|  |                 |          |               |       |           |           |
|  | Singapore       | 4        |               |       |           |           |
|  | Singapore       | 4        | 6 tháng 6     |       |           |           |
|  | Brunei          | 0        |               |       |           |           |
|  | Brunei          | 0        | Singapore     | 1     |           |           |
|  | 4 tháng 6       |          | Singapore     | 1     |           |           |
|  |                 | Thái Lan | 2             |       |           |           |
|  | Thái Lan (pen.) | Thái Lan | 2             | 1 (4) |           |           |
|  | Thái Lan (pen.) |          |               | 1 (4) |           |           |
|  | Malaysia        | 1 (1)    |               |       |           |           |
|  | Malaysia        | 1 (1)    | Tranh hạng ba |       |           |           |
|  |                 |          |               |       |           |           |
|  | 5 tháng 6       |          |               |       |           |           |
|  |                 |          |               |       |           |           |
|  | Brunei          | 0        |               |       |           |           |
|  | Brunei          | 0        |               |       |           |           |
|  | Malaysia        | 5        |               |       |           |           |

#### Bán kết
| Singapore                                               | 4–0 | Brunei |
| ------------------------------------------------------- | --- | ------ |
| Fandi Ahmad 8', 35' · Amin Sariman 23' · Salim Moin 82' |     |        |

| Thái Lan                        | 1–1 | Malaysia                                       |
| ------------------------------- | --- | ---------------------------------------------- |
| Chalor Hongkajohn 68'           |     | Santokh Singh 26'                              |
| Loạt sút luân lưu               |     |                                                |
| Pue-on · Hongkajohn · Sa-Ngapol | 3–0 | Santokh Singh · Abidin Hassan · Wong Hung Nung |

#### Tranh huy chương đồng
| Malaysia                                                                           | 5–0 | Brunei |
| ---------------------------------------------------------------------------------- | --- | ------ |
| Abidin Hassan 42', ?' · B. Sathianathan 78' · Santokh Singh 85' · A. Rukumaran 89' |     |        |

#### Tranh huy chương vàng
| Singapore                     | 1–2 | Thái Lan                    |
| ----------------------------- | --- | --------------------------- |
| Au Yeong Pak Kuan 79' (ph.đ.) |     | Pue-on 10' · Hongkajohn 38' |

## Nhà vô địch
| Vô địch Bóng đá nam SEA Games 1983 Thái Lan Lần thứ tư |

## Bảng xếp hạng chung cuộc
| VT | Đội           | ST | T | H | B | BT | BB | HS | Đ | Kết quả cuối cùng   |
| -- | ------------- | -- | - | - | - | -- | -- | -- | - | ------------------- |
| 1  | Thái Lan      | 5  | 3 | 1 | 1 | 10 | 4  | +6 | 7 | Huy chương vàng     |
| 2  | Singapore (H) | 4  | 3 | 0 | 1 | 12 | 3  | +9 | 6 | Huy chương bạc      |
| 3  | Malaysia      | 4  | 1 | 2 | 1 | 7  | 3  | +4 | 4 | Huy chương đồng     |
| 4  | Brunei        | 5  | 1 | 1 | 3 | 4  | 13 | −9 | 3 | Hạng tư             |
|    |               |    |   |   |   |    |    |    |   |                     |
| 5  | Indonesia     | 3  | 1 | 1 | 1 | 3  | 7  | −4 | 3 | Bị loại ở vòng bảng |
| 6  | Miến Điện     | 3  | 1 | 0 | 2 | 3  | 4  | −1 | 2 | Bị loại ở vòng bảng |
| 7  | Philippines   | 2  | 0 | 1 | 1 | 0  | 5  | −5 | 1 | Bị loại ở vòng bảng |

## Bảng huy chương
| Vàng | Bạc | Đồng |
| --- | --- | --- |
| Thái Lan | Singapore | Malaysia |
| TM Narasak Boonkleang HV Surak Chaikitti HV Sutin Chaikitti HV Narong Arjarayut HV Prapan Premsri HV Ekachai Homkanchao TV Somboon Suprarop TV Chalermwoot Sa-Ngapol TV Vorawan Chitavanich TV Amnart Chalermchavalit TV Chalit Suttabun TV Sakdarin Tongmee TĐ Piyapong Pue-On TĐ Madrad Tongtaum TĐ Barnharn Somprasong TĐ Boonhum Suksawat TĐ Chalor Hongkajohn TĐ Somchai Chuayboonchum | TM Patrick Wee TM David Lee HV Lim Tang Boon HV Norhalis Shafik HV Marzuki Elias HV Manap Hamat HV Au Yeong Pak Kuan TV Hashim Hosni TV Salim Moin TV Malek Awab TV R. Magendran TV Goh Swee Heng TV K. Kannan TĐ Razali Rashid TĐ Fandi Ahmad TĐ Don Ang Yong Chuan TĐ Amin Sariman TĐ V. Sundramoorthy Huấn luyện viên: Jita Singh | TM R. Arumugam TM Ahmad Sabri Ismail TM Abdul Rashid Hassan HV Wong Hong Nung HV Santokh Singh HV Soh Chin Aun HV Serbegeth Singh HV Lim Teong Kim TV G. Torairaju TV Ahmad Yusof TV Bakri Ibni TV Khalid Ali TV Chen Wooi Haw TV B. Sathianathan TĐ Zainal Abidin Hassan TĐ A. Rukkumaran TĐ Mohd Noor Yaacob TĐ Hasanuddin bin Hassan Huấn luyện viên: Frank Lord |